# Zynn
Zynn foi uma rede social virtual chinesa de compartilhamento de vídeo, de propriedade da Kuaishou, uma empresa de tecnologia da internet com sede em Pequim, criada em 2011 por Su Hua e Cheng Yixiao. Era usado para criar e compartilhar vídeos curtos e pagava aos usuários pelo uso do aplicativo e foi uma referência a outros. Zynn foi lançado em 7 de maio de 2020. Tornou-se o aplicativo mais baixado na App Store no mesmo mês. Também foi criticado por ser um "esquema de pirâmide" e enfrentou acusações de plágio e roubo de conteúdo. Além de Zynn na América do Norte, Kuaishou está disponível sob o nome Kwai no Brasil, Índia, Turquia, Coreia do Sul, Rússia e Vietnã. Zynn foi encerrado definitivamente em 20 de agosto de 2021.

## História
Em 2011, o empresário Su Hua co-fundou a Kuaishou com o parceiro de negócios Cheng Yixiao. Originalmente um aplicativo para criação de GIFs, Kuaishou logo mudou para um pequeno conteúdo de vídeo. Su Hua também atua como atual CEO da Kuaishou.
Em dezembro de 2019, o conglomerado de internet chinês Tencent investiu US$ 2 bilhões em Kuaishou, supostamente para competir com o rival ByteDance. Em dezembro de 2019, a Kuaishou adquiriu um desenvolvedor de aplicativos chamado Owlii, que é o desenvolvedor do Zynn. O Zynn foi desenvolvido para ser uma edição do Kuaishou no mercado norte-americano.
Em 7 de maio de 2020, o aplicativo foi lançado e foi baixado mais de 2 milhões de vezes nesse mesmo mês. Em 12 de maio de 2020, Kuaishou entrou com uma ação pedindo indenização por concorrência desleal e acusou Douyin, o aplicativo irmão do TikTok, de "interferir" nos resultados de pesquisa nas lojas de aplicativos.
O Zynn foi encerrado no dia 20 de Agosto de 2021.

## Recursos
O Zynn permite que seus usuários criem, editem e compartilhem vídeos curtos de si mesmos. Sua interface foi descrita como um "clone completo" do TikTok, seu principal concorrente.
O aplicativo Zynn era único na maneira como eles pagavam aos usuários pelo uso da plataforma. Cada usuário ganhou US$ 1,00 por se inscrever e pode ganhar dinheiro com a indicação de usuários para a plataforma. A exibição de vídeos resultou na obtenção de "pontos", que podem ser trocados por cartões-presente ou sacados via PayPal.

## Críticas e controvérsias
Vários usuários do TikTok relataram ter plagiado toda a sua conta, com uma conta fingindo ser Addison Rae. Apesar de ter sido lançado em maio, muitos vídeos foram publicados em fevereiro. Zynn empregou "recompensas variáveis intermitentes" em seu sistema de pontos, que foi criticado por ser a "mesma estratégia de reforço usada para viciar as pessoas em máquinas caça-níqueis". Pagamentos em dinheiro pelo uso do aplicativo resultaram em críticas e acusações de comportamento anticompetitivo. 
O aplicativo foi retirado da loja do Google Play em 10 de junho. Zynn atribuiu a culpa a um "incidente isolado". Seis dias depois, ele também foi retirado da App Store.
O senador norte-americano Josh Hawley criticou a plataforma, chamando-a de "predatória" e "anticompetitiva" em uma carta à Comissão Federal de Comércio solicitando uma investigação sobre Zynn. Ele disse que "[Zynn] cheira a um esquema de preços predatórios de livros didáticos, um calculado para alcançar o domínio imediato do mercado para a Zynn, expulsando os concorrentes do mercado".